# Madeleine Wolensky
Madeleine Wolensky (geboren 1953 in Wien) ist eine österreichische Bibliothekarin und Autorin.

## Leben
Madeleine Wolensky studierte an der Universität Wien Theaterwissenschaft und Germanistik. Sie promovierte dort 1980 zum Dr. phil. Sie war von 1982 bis Ende 2013 Bibliothekarin der Sozialwissenschaftlichen Bibliothek der Arbeiterkammer Wien. Sie war verantwortlich für die Sacherschließung, den Bestandsaufbau, Ausstellungen und anderes.
Sie ist Schriftführer-Stellvertreter der Wiener Bibliophilen-Gesellschaft.

## Schriften
- Engelbert Pernerstorfer und David Josef Bach als Theaterkritiker der Arbeiter-Zeitung. (Phil. Diss. Wien 1980)
- „Sie sind mein Harem und mein Lustgarten“ oder Bücher haben ihr Schicksal. Büchersammlungen sozialistischer Bibliophiler in der Sozialwissenschaftlichen Studienbibliothek der Kammer für Arbeiter und Angestellte für Wien. (Hausarbeit im Rahmen des Ausbildungslehrganges im Bibliotheks-, Dokumentations- und Informationsdienst. Wien 1986, S. 140–203.)
- Die Französische Revolution. Katalog zur Ausstellung. Sozialwissenschaftliche Studienbibliothek, Wien 1989.
- „Er ist gekommen als ein schwärmerischer Idealist“. Leopold Winarsky (1873–1915). Sozialdemokrat und Bücherfreund. Kammer für Arbeiter und Angestellte für Wien, Wien 1990. (=Schriftenreihe der Sozialwissenschaftlichen Studienbibliothek unter der Leitung von Josef Vass)
- Anton Menger und seine Bibliothek. Kammer für Arbeiter und Angestellte für Wien, Wien 1991. (=Schriftenreihe der Sozialwissenschaftlichen Studienbibliothek unter der Leitung von Josef Vass).
- Gesamtverzeichnis der in der Sozialwissenschaftlichen Studienbibliothek vorhandenen Bücher aus der Anton-Menger-Bibliothek. Zusammengestellt von Margarethe Pape und Madeleine Wolensky.  Sozialwissenschaftlichen Studienbibliothek. Kammer für Arbeiter und Angestellte für Wien, Wien 1991.
- Frauen und Bücher in Bibliotheken. In: Mitteilungen der Vereinigung Österreichischer Bibliothekarinnen & Bibliothekare. Jg. 44, 1/1991, S. 49–57. ISSN 0042-3793
- Sacherschließung in BIBOS – Marginalie zur Formalerfassung oder unentbehrliche Komponente eines Ganzen? In: Inge Neuböck, Josef Vass (Hrsg.): 10 Jahre BIBOS. Wien 1991, S. 143–151.
- Auf der Suche nach den Schwestern von gestern. Frauen und ihre Geschichte. Eine Bücherschau. Wien 1994 (=Schriftenreihe der Sozialwissenschaftlichen Studienbibliothek)
- Pernerstorfers Harem und Viktor Adlers liebster Besitz oder zwei sozialistische Bibliophile, ihre Bücher und die Arbeiterkammerbibliothek. Kammer für Arbeiter und Angestellte für Wien. Wien 1994 (=Schriftenreihe der Sozialwissenschaftlichen Studienbibliothek unter der Leitung von Josef Vass)
- „Von Leser zu Leser“. Norbert Leser und seine Bibliothek. In: Mitteilungen der Vereinigung Österreichischer Bibliothekarinnen & Bibliothekare. 56 (2003), 2, S. 43–46. ISSN 0042-3793
- Frauen lesen und finden ihre verlorene Geschichte. Eine Bücherschau. In: Sozialwissenschaftliche Bibliothek Wien. Jahrbuch 2003. Wien 2004, S. 13–111.
- NORA und das Bibliotheksjahrbuch. In: Mitteilungen der Vereinigung Österreichischer Bibliothekarinnen & Bibliothekare, Jg. 57 (2004), 3/4, S. 72–75. ISSN 0042-3793
- Gedächtnis(lücken). Eine Ausstellungstrilogie. In: Sozialwissenschaftliche Bibliothek. Jahrbuch 2005, Wien 2005, S. 51–113.
- 100 Jahre Internationaler Frauentag. Eine Bücherschau im Lesesaal der AK Bibliothek Wien für Sozialwissenschaften zum 8. März 2011. Wien 2011.
- Unser alter Pernerstorfer. In: Sozialwissenschaftliche Bibliothek. Jahrbuch 2011. Wien 2011, S. 95–113.
- Wien-Florenz-Rom. Storia d'amore. Novum Pro, Neckenmarkt 2012, ISBN 978-3-99026-622-9.